# Vau (ruisseau)
Le Vau est un ruisseau français, affluent de la rive gauche de la Boutonne et sous-affluent de la Charente.
Il traverse les communes de La Villedieu (où se trouve sa source), Dampierre-sur-Boutonne, Saint-Georges-de-Longuepierre et Blanzay-sur-Boutonne (où se trouve son point de confluence avec un bras de la Boutonne).
Souvent à sec en été sur une grande partie de son parcours jusqu'au lieu-dit La Basse Grigaude (commune de Saint-Georges-de-Longuepierre), il bénéficie, à hauteur de ce lieu-dit, de l'apport d'une source. Il alimente ensuite un lavoir près du hameau voisin de Chauvin, avant de se jeter dans la Petite Boutonne, un bras de la Boutonne.